# Non-fiction
 (février 2015).
Si vous disposez d'ouvrages ou d'articles de référence ou si vous connaissez des sites web de qualité traitant du thème abordé ici, merci de compléter l'article en donnant les références utiles à sa vérifiabilité et en les liant à la section « Notes et références ».
 (décembre 2016).
Pour le site, voir Nonfiction.
La non-fiction ou littérature non fictionnelle regroupe l'ensemble des écrits ne relevant pas d'un processus pur d'imagination ou de la fiction. Les essais, les encyclopédies, les modes d'emploi ou manuels scolaires, les livres traitant de politique, de pédagogie, de psychologie, d'histoire, de religion, de sciences, les longues enquêtes journalistiques, les livres de recettes de cuisine sont considérés comme de la non-fiction. Cette distinction est d'origine anglo-saxonne – De sang froid de Truman Capote ayant été un livre fondateur du genre en 1965 –, et au départ peu présente dans la littérature francophone, avant le tournant des années 2000 où des écrivains dans la lignée d'Emmanuel Carrère (avec L'Adversaire paru 2000) ou de Florence Aubenas s'attachèrent à ce genre littéraire. La consécration du genre survient en 2015, lorsque l'écrivaine et journaliste biélorusse Svetlana Alexievitch, chantre de la non-fiction, reçoit le prix Nobel de littérature pour son œuvre.[Passage problématique]

## Grands types de littérature non fictionnelle
Les essais, la littérature non fictionnelle est dans les revues, les journaux, les documentaires, les histoires, les publications universitaires, les photographies, les biographies, les manuels de cours, les livres de voyages, les plans, les documents techniques, les manuels d'utilisation, les diagrammes et certains journalismes sont tous des exemples courant de littérature non fictionnelle, notamment les informations que l'auteur sait être fausses dans tous ces travaux est généralement considéré comme malhonnête. D'autres œuvres peuvent légitimement être soit fictionnelles ou non fictionnelles, comme les journaux de l'expression de soi, les lettres, les articles de magazines, et d'autres expressions de l'imagination. Si elles sont la plupart du temps l'un ou l'autre, il est possible qu'il y ait un mélange des deux, comme les œuvres relevant de la non-fiction romancée (ou littérature du réel). Certaines fictions peuvent inclurent des éléments non fictionnels. Certaines littératures non fictionnelles peuvent comprendre des éléments d'hypothèse non vérifiés, de déduction ou d'imagination dans le but de lisser un récit, mais l'inclusion de mensonges ouverts ne serait-il discréditer comme une œuvre de littérature non fictionnelle.

## Distinctions
Les nombreuses techniques littéraires et créatives utilisées dans la fiction sont généralement considérées comme inappropriées dans le récit non fictionnel. Elles sont encore présentes particulièrement dans les œuvres plus anciennes, mais elles sont souvent atténuées afin de ne pas occulter les informations de l’œuvre. La simplicité, la clarté et l'authenticité quelques-uns des aspects les plus importants de la production de l’œuvre non fictionnelle. Les lecteurs sont importants dans toutes tentatives artistiques ou descriptives mais ils sont peut-être plus importants dans le récit non fictionnel. Dans la fiction, l'auteur croit que les lecteurs vont faire un effort pour suivre et interpréter de manière indirecte ou abstraite la progression du thème présenté. Tandis que la production de récits non fictionnels relève beaucoup plus la disposition directe d'informations. La compréhension de l'intérêt des lecteurs potentiels pour l’œuvre et leur connaissance existante sur le sujet sont toutes deux fondamentales pour un récit non fictionnel efficace. Malgré la vérité du non-fictionnel, il est souvent nécessaire de persuader le lecteur d'être d'accord avec les idées et donc argument équilibré, cohérent et fondé est vital. 
La semi-fiction est une fiction mettant en œuvre une grande part de non-fictionnel, exemple des descriptions fictives basée sur une histoire vraie.

## Documents historiques
Une grande partie de la littérature non fictionnelle produite à travers l'histoire est de variété ordinaire et quotidienne comme les documents publics et privés (livrets de comptes, etc.) qui étaient vus par peu de personnes et sont sans grand intérêt sauf pour un historien.